# 大成温調
大成温調株式会社（たいせいおんちょう、英文社名：Taisei Oncho Co.,Ltd.）は、空気調和・給排水衛生・電気設備工事及び建築一式工事の設計・施工管理を手がける「総合設備のプロフェッショナルグループ」

## 事業内容
一般設備工事
高層ビル、ホテル、病院、学校、マンションなどの空気調和設備と給排水衛生設備の設計・施工
産業施設設備
IT関連事業や医療、最適なクリーンルームの設計・施工
環境対策事業
建築物の省エネルギー、CO2排出量削減サポート

## 沿革
- 1941年 - 東京市蒲田区萩中町（現・大田区萩中）にて創業。
- 1952年 - 東京都品川区大井鎧町において大成温調工業株式会社を設立。
- 1971年 - 東京都品川区大井1丁目47番1号に移転。
- 1972年 - 大成温調サービス株式会社を保守・メンテナンス会社として設立（1982年 大成温調エンジニアリング株式会社に商号変更、1989年 当社に合併）。
- 1980年 - 株式会社ストアシステムを店舗用建物の設計および建築、店舗内装の設計および施工会社として設立（1993年温調機器株式会社に合併）。
- 1982年 - 初の海外物件（サウジアラビア）を受注。
- 1987年 - 温調機器株式会社（1994年 温調システム株式会社、2010年 温調エコシステムズ株式会社に商号変更）を冷暖房機器等の販売会社として設立。初の海外拠点（香港）を開設（2009年 大成温調香港工程有限公司に改組）。
- 1989年 - TAISEIONCHO HAWAII,INC. を設立。
- 1990年 - 温調プラミング株式会社（2004年 大成温調株式会社に合併）をスプリンクラー消火設備工事およびプレハブ配管工事を主とする管工事会社として設立。アメリカ合衆国ハワイ州設備工事会社 AU'S PLUMBING & METAL WORK,INC. （1994年 ALAKA'I MECHANICAL CORPORATION に商号変更）を買収。
- 1991年 - 大成温調株式会社に商号変更。株式を社団法人日本証券業協会（現・日本証券業協会）に店頭登録。
- 1998年 - 本社ISO 9001品質マネジメントシステム認証の取得。
- 2003年 - 大成温調機電工程（上海）有限公司を設立（2024年 大成温調建築工程（上海）有限公司に商号変更）。
- 2004年 - 日本証券業協会への店頭登録を取消し、ジャスダック証券取引所（現・東京証券取引所）に上場。
- 2009年 - 大成温調香港工程有限公司を設立。
- 2010年 - TAISEI ONCHO INDIA PRIVATE LIMITED を設立。
- 2013年 - ベトナム設備工事会社 SEAREFICO （Seaprodex Refrigeration Industry Corporation）と業務・資本提携。
- 2014年 - ぺんぎんアソシエイツ株式会社を設立。
- 2016年 - 監査等委員会設置会社に移行。
- 2017年 - TOP ENGINEERING VIETNAM COMPANY LIMITED を設立。
- 2019年 - シンガポール総合ファシリティサービス会社ISOTEAM社の株式を取得。
- 2020年 - 新ブランド『LIVZON』スタート。
- 2021年 - アドバンテッジアドバイザーズ株式会社と事業提携。[1]
- 2022年 - ESG経営推進委員会を設置。TAISEI ONCHO VIETNAM HOLDINGS COMPANY LIMITED[2]を設立。
- 2023年 - ウッドテック株式会社をグループ会社化。